# Baraeus plagiatus
Baraeus plagiatus là một loài bọ cánh cứng trong họ Cerambycidae.